# Parmaturus bigus
Parmaturus bigus é uma espécie de peixe da família Scyliorhinidae. A espécie foi proposta em 1994 como Parmaturus "sp. nov. A", sendo descrita formalmente apenas em 2007.
É endémica da Austrália, sendo encontrada nas proximidades do platô de Saumarez, no estado de Queensland. Os seus habitats naturais são: mar aberto.